# Кравченко, Алексей Юрьевич
Алексей Юрьевич Кравченко (род. 6 ноября 1966 года, Москва, РСФСР, СССР) — советский и российский художник, академик Российской академии художеств (2022). Заслуженный художник Российской Федерации (2009).

## Биография
Родился 6 ноября 1966 года в Москве, где живёт и работает.
В 1985 году — окончил Московскую художественную среднюю школу при МГХИ имени В. И. Сурикова.
С 1989 по 1996 годы — работал в лаборатории техники и технологии живописи МГХИ имени В. И. Сурикова под руководством профессора Н. В. Одноралова.
С 1999 года по настоящее время — преподаватель Академии акварели и изящных искусств Сергея Андрияки.
С 2001 года — член Творческого Союза художников России, с 2003 года — член Московского Союза художников.
2010 — с отличием закончил Московский государственный областной университет по специальности «Изобразительное искусство».
В 2012 году — избран членом-корреспондентом Российской академии художеств от Отделения графики.

## Творческая деятельность
Более 20 персональных и 70 групповых выставок в России, странах СНГ и других зарубежных странах.
Работы находятся в музеях и частных коллекциях в России и за рубежом.
В 2008 году был издан альбом «Алексей Кравченко. Пастель, акварель, графика», издательство «Школа акварели».
В 2011 году была издана книга «Алексей Кравченко» из серии «Мастера живописи», издательство «Белый город», Москва.
Разрабатывает авторскую методику преподавания техники пастельной живописи 

## Награды
- Заслуженный художник Российской Федерации (2009)[1]